# Trinidad James
Trinidad James, stilizzato anche come Trinidad Jame$, pseudonimo di Nicholas Williams (Port of Spain, 24 settembre 1987), è un rapper trinidadiano naturalizzato statunitense.
Trinidad James è CEO della etichetta discografica di sua proprietà Gold Gang Records ed ha firmato un contratto con la major discografica Def Jam

## Carriera
Il suo singolo di debutto "All Gold Everything" si è classificato nella Billboard Hot 100 e nella Billboard R&B/Hip-Hop Chart. Il brano è estratto dal suo mixtape di debutto "Don't Be S.A.F.E.", pubblicato il 16 ottobre 2012. Come molti altri artisti Hip-Hop, Trinidad James è arrivato al grande pubblico tramite video postati su You Tube.

## Discografia

### Mixtape
| Titolo            | Dettagli                                                                               |
| ----------------- | -------------------------------------------------------------------------------------- |
| Don't Be S.A.F.E. | •Pubblicato: 16 ottobre 2012 •Etichetta: Gold Gang Records •Formato: Download digitale |

### Singoli
| Titolo                | Anno | Album             |
| --------------------- | ---- | ----------------- |
| "All Gold Everything" | 2012 | Don't Be S.A.F.E. |

Il Singolo "All Gold Everything" si è posizionato 36º nella Billboard Hot 100, 9º nella classifica US Hot R&B/Hip-Hop Songs e 9º nella classifica US Hot Rap Songs.

### Video musicali
| Titolo                                                          | Anno | Regia         |
| --------------------------------------------------------------- | ---- | ------------- |
| "All Gold Everything"                                           | 2012 | Motion Family |
| "Southside" (feat. Forte Bowie)                                 | 2013 | Decatur Dan   |
| "All Gold Everything Remix"(feat. Young Jeezy, T.I. & 2 Chainz) | 2013 | Motion Family |